# Ira Cruz
Ira Cruz es un músico, cantante ocasional, compositor y legendario guitarrista de Filipinas, actual miembro de la agrupación Bambú. Antes de formar a dicha banda, entre los años 1987 y 1991, pasó a formar a otras bandas de rock musicales como Introvoys y Kapatid. En el 2001 Ira dejó Introvoys, aunque solo permaneció en una corta temporada, con quienes tuvo también algunas reuniones con los miembros de esta banda. En el plano personal, Ira mantuvo una relación amorosa con las actrices Mylene Dizon y Iza Calzado, así también con la modelo y presentadora de televisión, Phoemela Barranda. 

## Discografía
| Año  | Álbum Título               | Bandas    |
| ---- | -------------------------- | --------- |
| 1989 | Ten of Another Kind        | Introvoys |
| 1991 | Back to the Roots          | Introvoys |
| 1995 | Passage                    | Passage   |
| 2000 | The Disco Project          | Passage   |
| 2003 | Kapatid                    | Kapatid   |
| 2004 | As the Music Plays         | Bamboo    |
| 2005 | Light Peace Love           | Bamboo    |
| 2007 | We Stand Alone Together    | Bamboo    |
| 2008 | Tomorrow Becomes Yesterday | Bamboo    |

## Bandas relacionadas
- Bambú
- Introvoys
- Kapatid

- Datos: Q6066013
- Multimedia: Ira Cruz / Q6066013